# 王績 (知縣)
王績（？—？），清朝政治人物。
乾隆十一年，接替魁德。以靖江縣丞署江蘇荆溪縣知縣。后由杨士惇接任。